# Polystichum acrostichoides x dryopteris cristata
Polystichum acrostichoides x dryopteris cristata là một loài dương xỉ trong họ Dryopteridaceae. Loài này được Greene mô tả khoa học đầu tiên năm 1913.
Danh pháp khoa học của loài này chưa được làm sáng tỏ. 

## Hình ảnh

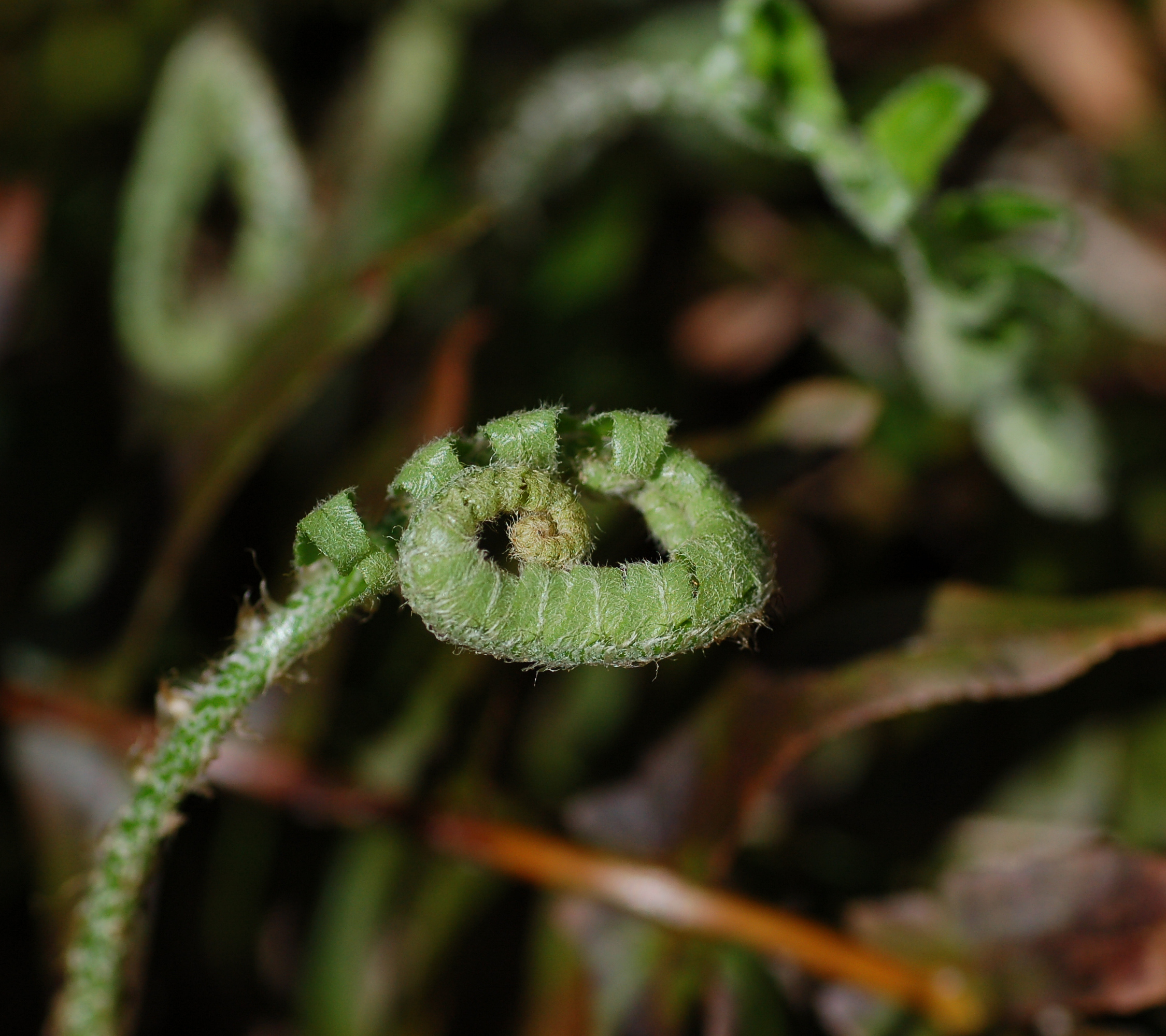
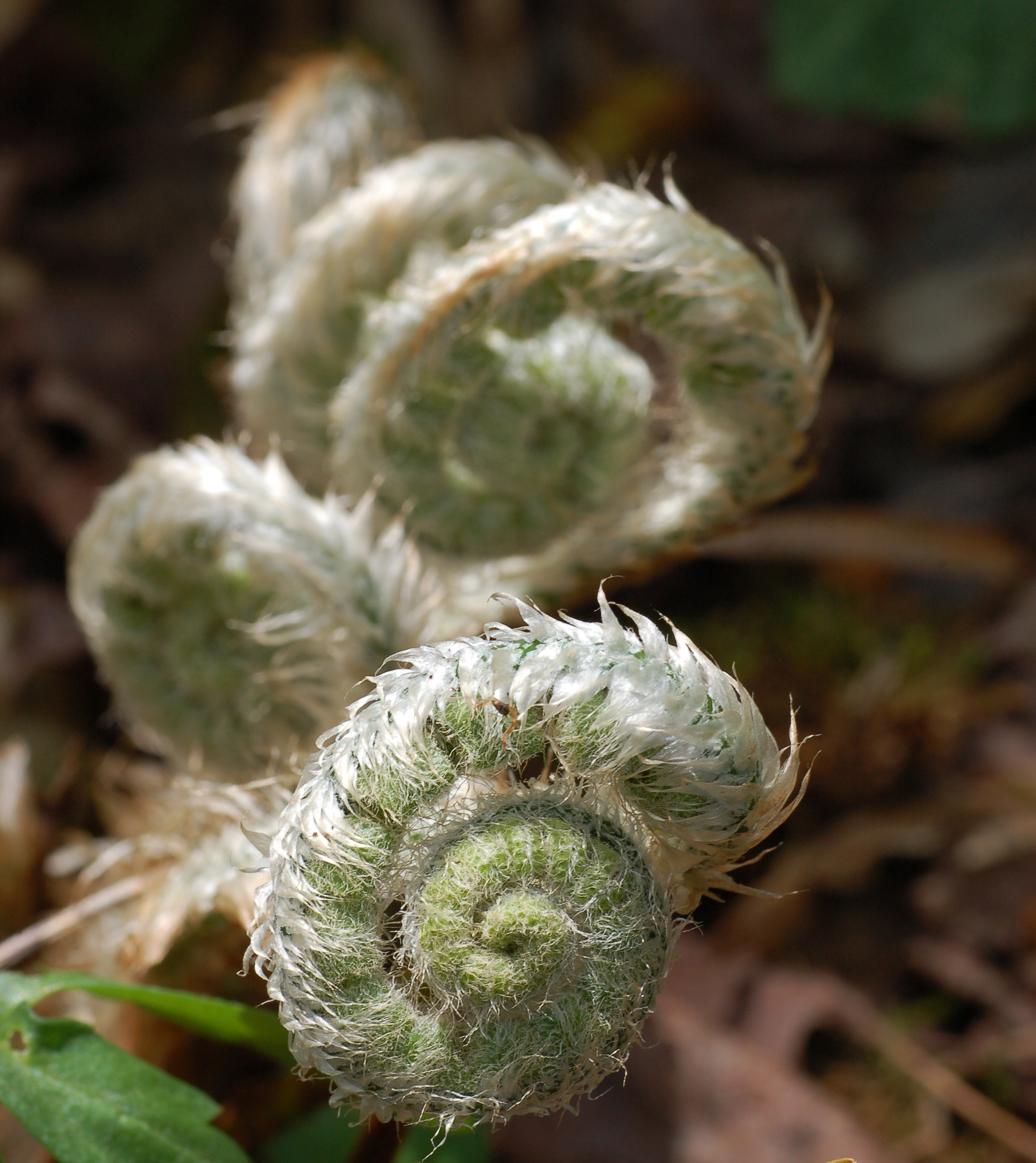
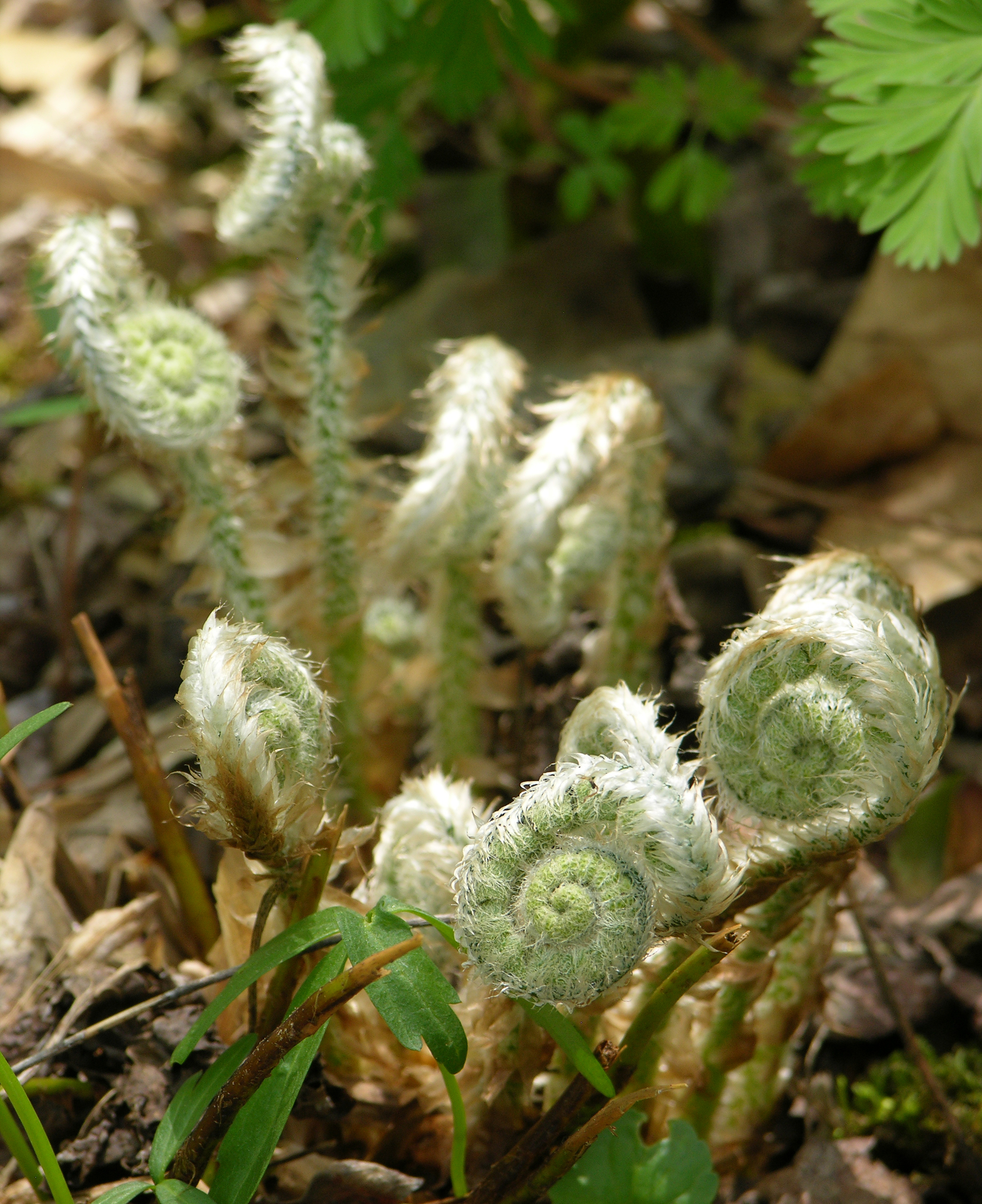
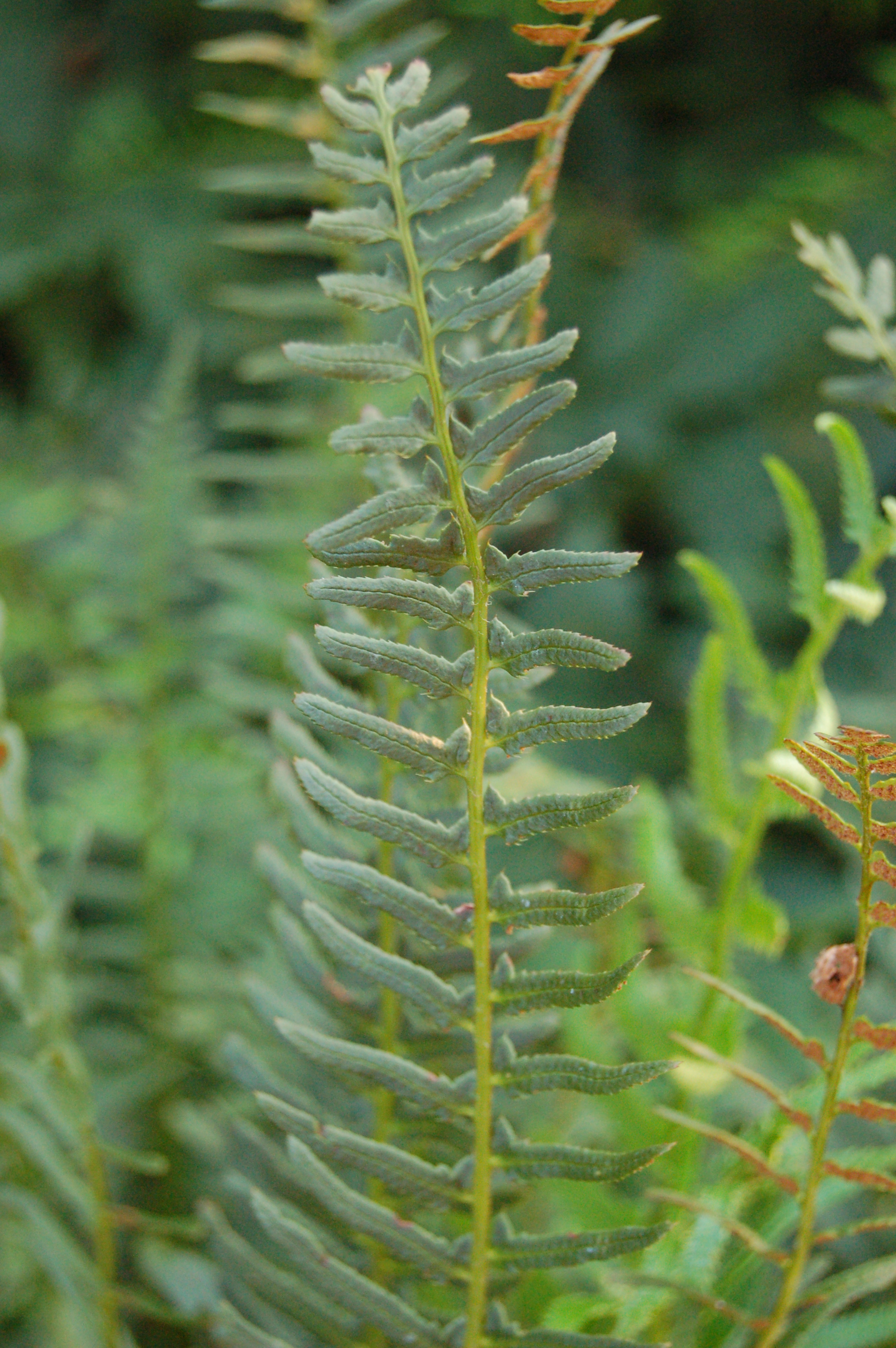